# Eremisca
Eremisca is een vliegengeslacht uit de familie van de roofvliegen (Asilidae).

## Soorten
- E. afganica Lehr, 1975
- E. autumnalis Zinovjeva, 1956
- E. decipiens (Wiedemann, 1820)
- E. gobia Lehr, 1972
- E. interposita Lehr, 1987
- E. laticerca Lehr, 1987
- E. major Lehr, 1964
- E. multis Lehr, 1987
- E. obscura Lehr, 1987
- E. orientalis Lehr, 1972
- E. osiris (Wiedemann, 1828)
- E. periscelis (Macquart, 1849)
- E. poecilus (Becker, 1923)
- E. shahgudiani Abbassian-Lintzen, 1964
- E. stackelbergi Lehr, 1964
- E. subarenosa Lehr, 1987
- E. trivialis Lehr, 1987
- E. vernalis Zinovjeva, 1956